# Espacio paracompacto
En matemáticas, un espacio paracompacto es un espacio topológico en que todo recubrimiento por abiertos admite un refinamiento localmente finito.
Por refinamiento de un recubrimiento de un espacio X se entiende un nuevo recubrimiento del mismo espacio de modo que cada conjunto del nuevo recubrimiento sea un subconjunto de algún conjunto del recubrimiento original.
Un recubrimiento se dice localmente finito si todo punto del espacio tiene un entorno que interseca sólo un número finito de abiertos del recubrimiento.
Algunos autores incluyen la condición de ser Hausdorff en la definición de paracompacidad. Nosotros no la incluiremos en este artículo. 

## Ejemplos y contraejemplos
- Todo espacio compacto es paracompacto.

- Todo espacio métrico es paracompacto.

- La recta larga es un ejemplo de espacio topológico que verifica todos los axiomas de variedad topológica, salvo la paracompacidad (es de hecho localmente compacta pero no ANII).

## Propiedades
La paracompacidad no es productiva ni hereditaria
- La paracompacidad es débilmente hereditaria: todo subespacio cerrado de un paracompacto es a su vez paracompacto.

- Un producto de espacios paracompactos no es necesariamente paracompacto. Sin embargo, el producto de un espacio paracompacto con uno compacto sí es paracompacto.

Paracompacidad y separación
- Todo espacio Hausdorff paracompacto es normal.

Teorema de metrización de Smirnov
Un espacio topológico es metrizable si y sólo si es paracompacto, Hausdorff y localmente metrizable.
Particiones de la unidad
La principal característica de los espacios Hausdorff y paracompactos es que admiten particiones de la unidad subordinadas a cualquier recubrimiento por abiertos.
Esto significa que existe una colección de funciones continuas con valores en el intervalo [0,1] tales que:
- para toda función f: X → R de la colección, existe un abierto U del recubrimiento que contiene al soporte de f.
- para todo punto x, existe un entorno V de x tal que todas salvo un conjunto finito de funciones son idénticamente nulas, y la suma de las funciones no nulas es idénticamente 1 en V.

Las particiones de la unidad permiten extender construcciones locales a todo el espacio. Por ejemplo, la integral de formas diferenciables en variedades paracompactas se define en primer lugar localmente y se extiende a todo el espacio por medio de particiones de la unidad.